# Пер Расмуссен
Пер Расмуссен (дан. Per Rasmussen, 2 лютого 1959) — данський академічний веслувальник.
Бронзовий призер Олімпійських Ігор 1984 року в складі розпашної четвірки без стернового, учасник 1980, 1988 років.